# NK Driebanden Ereklasse 2017-2018
Het Nederlands kampioenschap driebanden 2017/18 werd van 11 t/m 14 januari 2018 in Berlicum gespeeld. Er werd begonnen met 4 poules van 4 spelers waarvan de nummers 1 en 2 zich plaatsten voor de vervolgwedstrijden die volgens het knock-outsysteem werden gespeeld. Winnaar werd Dick Jaspers door in de finale Harrie van de Ven te verslaan.
Op zaterdagavond 13 januari werden tussen de beide kwartfinalesessies door twee mensen onderscheiden. Allereerst werd Henny Wezenbeek benoemd tot Erelid van de KNBB vanwege z'n jarenlange staat van dienst als wedstrijdleider. Dit toernooi was het laatste waar hij de wedstrijdleiding op zich nam.
Daarna ontving Therese Klompenhouwer het Ereklasse embleem met lauwertak. Dit is een onderscheiding die spelers wordt toegekend bij het behalen van een tiende titel in de Ereklasse. Klompenhouwer kreeg deze onderscheiding omdat zij tien keer achtereen het NK Dames Driebanden groot heeft gewonnen.
Tijdens de prijsuitreiking werd debutant Raymund Swertz gevraagd naar voren te komen om de publieksprijs in ontvangst te nemen. Ook Henny Wezenbeek en zijn vrouw Coby werden nogmaals bedankt voor bewezen diensten. Ditmaal door de spelers, die hem een foedraal en haar een dinerbon schonken, en door de organiserende stichting BEN welke hen vergastte op een driedaags hotelarrangement.

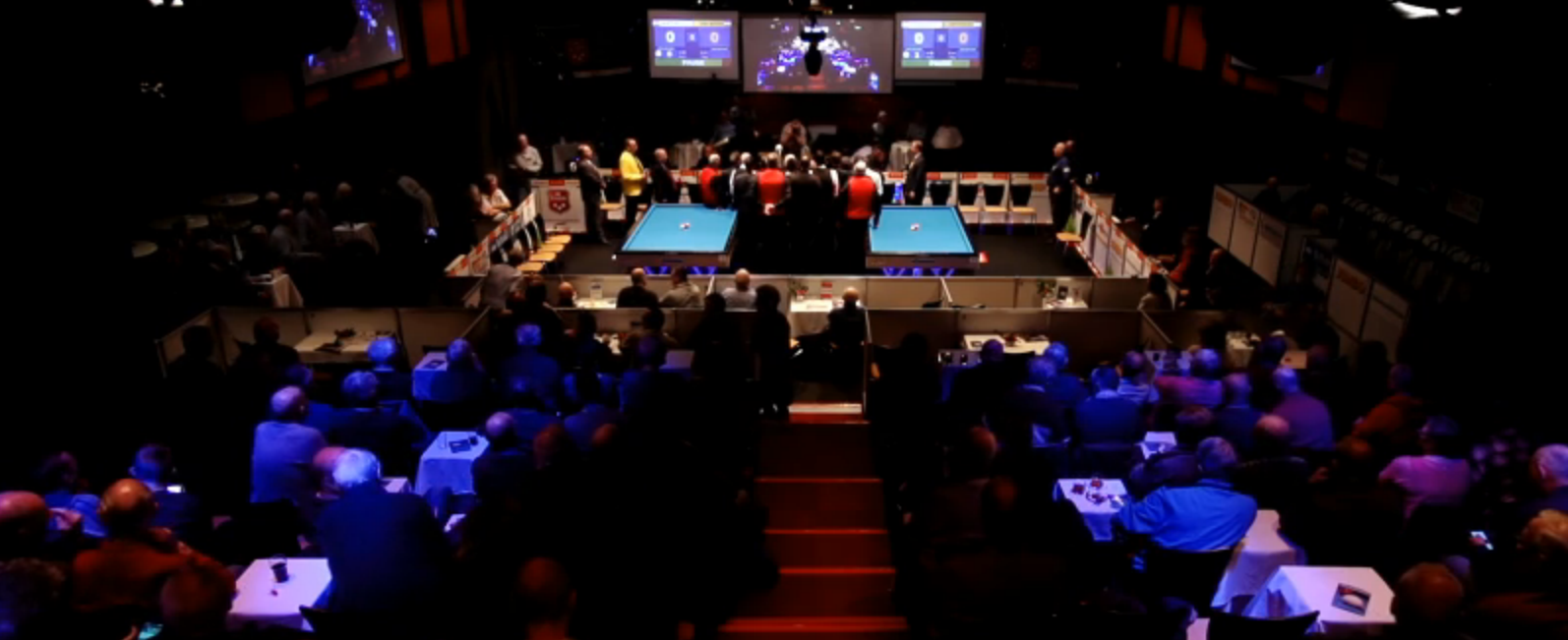
Berlicum speelzaal

## Geplaatste spelers voor de Jumbo Masters 2018
| NK Driebanden Ereklasse 2017-2018 - DEELNEMERS en POULE-INDELING | NK Driebanden Ereklasse 2017-2018 - DEELNEMERS en POULE-INDELING | NK Driebanden Ereklasse 2017-2018 - DEELNEMERS en POULE-INDELING | NK Driebanden Ereklasse 2017-2018 - DEELNEMERS en POULE-INDELING | NK Driebanden Ereklasse 2017-2018 - DEELNEMERS en POULE-INDELING | NK Driebanden Ereklasse 2017-2018 - DEELNEMERS en POULE-INDELING | NK Driebanden Ereklasse 2017-2018 - DEELNEMERS en POULE-INDELING | NK Driebanden Ereklasse 2017-2018 - DEELNEMERS en POULE-INDELING |
| Poule A                                                          | SPELER                                                           | Poule B                                                          | SPELER                                                           | Poule C                                                          | SPELER                                                           | Poule D                                                          | SPELER                                                           |
| ---------------------------------------------------------------- | ---------------------------------------------------------------- | ---------------------------------------------------------------- | ---------------------------------------------------------------- | ---------------------------------------------------------------- | ---------------------------------------------------------------- | ---------------------------------------------------------------- | ---------------------------------------------------------------- |
| 1                                                                | Dick Jaspers                                                     | 1                                                                | Jean-Paul de Bruijn                                              | 1                                                                | Frans van Schaik                                                 | 1                                                                | Glenn Hofman                                                     |
| 2                                                                | Martien van der Spoel                                            | 2                                                                | Dave Christiani                                                  | 2                                                                | Raimond Burgman                                                  | 2                                                                | Jean van Erp                                                     |
| 3                                                                | Barry van Beers                                                  | 3                                                                | Roland Uijtdewilligen                                            | 3                                                                | Jeffrey Jorissen                                                 | 3                                                                | Raymund Swertz                                                   |
| 4                                                                | Therese Klompenhouwer                                            | 4                                                                | Harrie van de Ven                                                | 4                                                                | Huub Wilkowski                                                   | 4                                                                | Sander Jonen                                                     |

## Groepsfase Masters

### Poule A
| NK Driebanden Ereklasse 2017-2018 - PARTIJEN POULE A JUMBO MASTERS | NK Driebanden Ereklasse 2017-2018 - PARTIJEN POULE A JUMBO MASTERS | NK Driebanden Ereklasse 2017-2018 - PARTIJEN POULE A JUMBO MASTERS | NK Driebanden Ereklasse 2017-2018 - PARTIJEN POULE A JUMBO MASTERS | NK Driebanden Ereklasse 2017-2018 - PARTIJEN POULE A JUMBO MASTERS | NK Driebanden Ereklasse 2017-2018 - PARTIJEN POULE A JUMBO MASTERS | NK Driebanden Ereklasse 2017-2018 - PARTIJEN POULE A JUMBO MASTERS | NK Driebanden Ereklasse 2017-2018 - PARTIJEN POULE A JUMBO MASTERS |
| DATUM                                                              | SPELER                                                             | PP                                                                 | CAR                                                                | BRT                                                                | MOY                                                                | HS                                                                 | R                                                                  |
| ------------------------------------------------------------------ | ------------------------------------------------------------------ | ------------------------------------------------------------------ | ------------------------------------------------------------------ | ------------------------------------------------------------------ | ------------------------------------------------------------------ | ------------------------------------------------------------------ | ------------------------------------------------------------------ |
| do 11 januari 13:00 uur Tafel 1                                    | Dick Jaspers                                                       | 2                                                                  | 40                                                                 | 17                                                                 | 2,353                                                              | 11                                                                 | 1                                                                  |
| do 11 januari 13:00 uur Tafel 1                                    | Barry van Beers                                                    | 0                                                                  | 17                                                                 | 17                                                                 | 1,000                                                              | 7                                                                  | 1                                                                  |
|                                                                    |                                                                    |                                                                    |                                                                    |                                                                    |                                                                    |                                                                    | 1                                                                  |
| do 11 januari 13:00 uur Tafel 2                                    | Therese Klompenhouwer                                              | 0                                                                  | 35                                                                 | 35                                                                 | 1,000                                                              | 6                                                                  | 1                                                                  |
| do 11 januari 13:00 uur Tafel 2                                    | Martien van der Spoel                                              | 2                                                                  | 40                                                                 | 35                                                                 | 1,143                                                              | 5                                                                  | 1                                                                  |
|                                                                    |                                                                    |                                                                    |                                                                    |                                                                    |                                                                    |                                                                    |                                                                    |
|                                                                    |                                                                    |                                                                    |                                                                    |                                                                    |                                                                    |                                                                    |                                                                    |
| vr 12 januari 20:30 uur Tafel 1                                    | Therese Klompenhouwer                                              | 0                                                                  | 23                                                                 | 27                                                                 | 0,851                                                              | 4                                                                  | 2                                                                  |
| vr 12 januari 20:30 uur Tafel 1                                    | Barry van Beers                                                    | 2                                                                  | 40                                                                 | 27                                                                 | 1,481                                                              | 4                                                                  | 2                                                                  |
|                                                                    |                                                                    |                                                                    |                                                                    |                                                                    |                                                                    |                                                                    | 2                                                                  |
| vr 12 januari 20:30 uur Tafel 2                                    | Martien van der Spoel                                              | 0                                                                  | 32                                                                 | 21                                                                 | 1,523                                                              | 8                                                                  | 2                                                                  |
| vr 12 januari 20:30 uur Tafel 2                                    | Dick Jaspers                                                       | 2                                                                  | 40                                                                 | 21                                                                 | 1,904                                                              | 8                                                                  | 2                                                                  |
|                                                                    |                                                                    |                                                                    |                                                                    |                                                                    |                                                                    |                                                                    |                                                                    |
|                                                                    |                                                                    |                                                                    |                                                                    |                                                                    |                                                                    |                                                                    |                                                                    |
| za 13 januari 15:00 uur Tafel 1                                    | Dick Jaspers                                                       | 2                                                                  | 40                                                                 | 16                                                                 | 2,500                                                              | 8                                                                  | 3                                                                  |
| za 13 januari 15:00 uur Tafel 1                                    | Therese Klompenhouwer                                              | 0                                                                  | 19                                                                 | 16                                                                 | 1,188                                                              | 3                                                                  | 3                                                                  |
|                                                                    |                                                                    |                                                                    |                                                                    |                                                                    |                                                                    |                                                                    | 3                                                                  |
| za 13 januari 15:00 uur Tafel 2                                    | Martien van der Spoel                                              | 0                                                                  | 29                                                                 | 28                                                                 | 1,036                                                              | HS                                                                 | 3                                                                  |
| za 13 januari 15:00 uur Tafel 2                                    | Barry van Beers                                                    | 2                                                                  | 40                                                                 | 28                                                                 | 1,429                                                              | HS                                                                 | 3                                                                  |
|                                                                    |                                                                    |                                                                    |                                                                    |                                                                    |                                                                    |                                                                    |                                                                    |

Eindstand Poule A
| NK Driebanden Ereklasse 2017-2018 - EINDSTAND POULE A JUMBO MASTERS | NK Driebanden Ereklasse 2017-2018 - EINDSTAND POULE A JUMBO MASTERS | NK Driebanden Ereklasse 2017-2018 - EINDSTAND POULE A JUMBO MASTERS | NK Driebanden Ereklasse 2017-2018 - EINDSTAND POULE A JUMBO MASTERS | NK Driebanden Ereklasse 2017-2018 - EINDSTAND POULE A JUMBO MASTERS | NK Driebanden Ereklasse 2017-2018 - EINDSTAND POULE A JUMBO MASTERS | NK Driebanden Ereklasse 2017-2018 - EINDSTAND POULE A JUMBO MASTERS | NK Driebanden Ereklasse 2017-2018 - EINDSTAND POULE A JUMBO MASTERS | NK Driebanden Ereklasse 2017-2018 - EINDSTAND POULE A JUMBO MASTERS |
| RANG                                                                | SPELER                                                              | GESP                                                                | PP                                                                  | CAR                                                                 | BRT                                                                 | MOY                                                                 | PMOY                                                                | HS                                                                  |
| ------------------------------------------------------------------- | ------------------------------------------------------------------- | ------------------------------------------------------------------- | ------------------------------------------------------------------- | ------------------------------------------------------------------- | ------------------------------------------------------------------- | ------------------------------------------------------------------- | ------------------------------------------------------------------- | ------------------------------------------------------------------- |
| 1                                                                   | Dick Jaspers                                                        | 3                                                                   | 6                                                                   | 120                                                                 | 54                                                                  | 2,222                                                               | 2,500                                                               | 11                                                                  |
| 2                                                                   | Barry van Beers                                                     | 3                                                                   | 4                                                                   | 97                                                                  | 72                                                                  | 1,347                                                               | 1,481                                                               | 7                                                                   |
| 3                                                                   | Martien van der Spoel                                               | 3                                                                   | 2                                                                   | 101                                                                 | 84                                                                  | 1,202                                                               | 1,142                                                               | 8                                                                   |
| 4                                                                   | Therese Klompenhouwer                                               | 3                                                                   | 0                                                                   | 77                                                                  | 78                                                                  | 0,987                                                               | geen                                                                | 6                                                                   |
|                                                                     |                                                                     |                                                                     |                                                                     |                                                                     |                                                                     |                                                                     |                                                                     |                                                                     |

### Poule B
| NK Driebanden Ereklasse 2017-2018 - PARTIJEN POULE B JUMBO MASTERS | NK Driebanden Ereklasse 2017-2018 - PARTIJEN POULE B JUMBO MASTERS | NK Driebanden Ereklasse 2017-2018 - PARTIJEN POULE B JUMBO MASTERS | NK Driebanden Ereklasse 2017-2018 - PARTIJEN POULE B JUMBO MASTERS | NK Driebanden Ereklasse 2017-2018 - PARTIJEN POULE B JUMBO MASTERS | NK Driebanden Ereklasse 2017-2018 - PARTIJEN POULE B JUMBO MASTERS | NK Driebanden Ereklasse 2017-2018 - PARTIJEN POULE B JUMBO MASTERS | NK Driebanden Ereklasse 2017-2018 - PARTIJEN POULE B JUMBO MASTERS |
| DATUM                                                              | SPELER                                                             | PP                                                                 | CAR                                                                | BRT                                                                | MOY                                                                | HS                                                                 | R                                                                  |
| ------------------------------------------------------------------ | ------------------------------------------------------------------ | ------------------------------------------------------------------ | ------------------------------------------------------------------ | ------------------------------------------------------------------ | ------------------------------------------------------------------ | ------------------------------------------------------------------ | ------------------------------------------------------------------ |
| do 11 januari 15:00 uur Tafel 1                                    | Roland Uijtdewillegen                                              | 0                                                                  | 14                                                                 | 24                                                                 | 0,583                                                              | 3                                                                  | 1                                                                  |
| do 11 januari 15:00 uur Tafel 1                                    | Jean-Paul de Bruijn                                                | 2                                                                  | 40                                                                 | 24                                                                 | 1,666                                                              | 6                                                                  | 1                                                                  |
|                                                                    |                                                                    |                                                                    |                                                                    |                                                                    |                                                                    |                                                                    | 1                                                                  |
| do 11 januari 15:00 uur Tafel 2                                    | Harrie van de Ven                                                  | 2                                                                  | 40                                                                 | 34                                                                 | 1,176                                                              | 4                                                                  | 1                                                                  |
| do 11 januari 15:00 uur Tafel 2                                    | Dave Christiani                                                    | 0                                                                  | 36                                                                 | 34                                                                 | 1,091                                                              | 5                                                                  | 1                                                                  |
|                                                                    |                                                                    |                                                                    |                                                                    |                                                                    |                                                                    |                                                                    |                                                                    |
|                                                                    |                                                                    |                                                                    |                                                                    |                                                                    |                                                                    |                                                                    |                                                                    |
| vr 12 januari 13:00 uur Tafel 1                                    | Roland Uijtdewillegen                                              | 2                                                                  | 40                                                                 | 29                                                                 | 1,379                                                              | 12                                                                 | 2                                                                  |
| vr 12 januari 13:00 uur Tafel 1                                    | Dave Christiani                                                    | 0                                                                  | 33                                                                 | 29                                                                 | 1,138                                                              | 5                                                                  | 2                                                                  |
|                                                                    |                                                                    |                                                                    |                                                                    |                                                                    |                                                                    |                                                                    | 2                                                                  |
| vr 12 januari 13:00 uur Tafel 2                                    | Jean-Paul de Bruijn                                                | 0                                                                  | 36                                                                 | 35                                                                 | 1,029                                                              | 9                                                                  | 2                                                                  |
| vr 12 januari 13:00 uur Tafel 2                                    | Harrie van de Ven                                                  | 2                                                                  | 40                                                                 | 35                                                                 | 1,143                                                              | 8                                                                  | 2                                                                  |
|                                                                    |                                                                    |                                                                    |                                                                    |                                                                    |                                                                    |                                                                    |                                                                    |
|                                                                    |                                                                    |                                                                    |                                                                    |                                                                    |                                                                    |                                                                    |                                                                    |
| za 13 januari 17:00 uur Tafel 2                                    | Jean-Paul de Bruijn                                                | 0                                                                  | 36                                                                 | 29                                                                 | 1,241                                                              | 8                                                                  | 3                                                                  |
| za 13 januari 17:00 uur Tafel 2                                    | Dave Christiani                                                    | 2                                                                  | 40                                                                 | 29                                                                 | 1,379                                                              | 5                                                                  | 3                                                                  |
|                                                                    |                                                                    |                                                                    |                                                                    |                                                                    |                                                                    |                                                                    | 3                                                                  |
| za 13 januari 17:00 uur Tafel 1                                    | Roland Uijtdewillegen                                              | 0                                                                  | 32                                                                 | 29                                                                 | 1,103                                                              | 6                                                                  | 3                                                                  |
| za 13 januari 17:00 uur Tafel 1                                    | Harrie van de Ven                                                  | 2                                                                  | 40                                                                 | 29                                                                 | 1,379                                                              | 6                                                                  | 3                                                                  |
|                                                                    |                                                                    |                                                                    |                                                                    |                                                                    |                                                                    |                                                                    |                                                                    |

Eindstand Poule B
| NK Driebanden Ereklasse 2017-2018 - EINDSTAND POULE B JUMBO MASTERS | NK Driebanden Ereklasse 2017-2018 - EINDSTAND POULE B JUMBO MASTERS | NK Driebanden Ereklasse 2017-2018 - EINDSTAND POULE B JUMBO MASTERS | NK Driebanden Ereklasse 2017-2018 - EINDSTAND POULE B JUMBO MASTERS | NK Driebanden Ereklasse 2017-2018 - EINDSTAND POULE B JUMBO MASTERS | NK Driebanden Ereklasse 2017-2018 - EINDSTAND POULE B JUMBO MASTERS | NK Driebanden Ereklasse 2017-2018 - EINDSTAND POULE B JUMBO MASTERS | NK Driebanden Ereklasse 2017-2018 - EINDSTAND POULE B JUMBO MASTERS | NK Driebanden Ereklasse 2017-2018 - EINDSTAND POULE B JUMBO MASTERS |
| RANG                                                                | SPELER                                                              | GESP                                                                | PP                                                                  | CAR                                                                 | BRT                                                                 | MOY                                                                 | PMOY                                                                | HS                                                                  |
| ------------------------------------------------------------------- | ------------------------------------------------------------------- | ------------------------------------------------------------------- | ------------------------------------------------------------------- | ------------------------------------------------------------------- | ------------------------------------------------------------------- | ------------------------------------------------------------------- | ------------------------------------------------------------------- | ------------------------------------------------------------------- |
| 1                                                                   | Harrie van de Ven                                                   | 3                                                                   | 6                                                                   | 120                                                                 | 98                                                                  | 1,224                                                               | 1,379                                                               | 8                                                                   |
| 2                                                                   | Jean-Paul de Bruijn                                                 | 3                                                                   | 2                                                                   | 112                                                                 | 88                                                                  | 1,272                                                               | 1,666                                                               | 9                                                                   |
| 3                                                                   | Dave Christiani                                                     | 3                                                                   | 2                                                                   | 109                                                                 | 92                                                                  | 1,184                                                               | 1,379                                                               | 5                                                                   |
| 4                                                                   | Roland Uijtdewillegen                                               | 3                                                                   | 2                                                                   | 86                                                                  | 82                                                                  | 1,048                                                               | 1,379                                                               | 12                                                                  |
|                                                                     |                                                                     |                                                                     |                                                                     |                                                                     |                                                                     |                                                                     |                                                                     |                                                                     |

### Poule C
| NK Driebanden Ereklasse 2017-2018 - PARTIJEN POULE C JUMBO MASTERS | NK Driebanden Ereklasse 2017-2018 - PARTIJEN POULE C JUMBO MASTERS | NK Driebanden Ereklasse 2017-2018 - PARTIJEN POULE C JUMBO MASTERS | NK Driebanden Ereklasse 2017-2018 - PARTIJEN POULE C JUMBO MASTERS | NK Driebanden Ereklasse 2017-2018 - PARTIJEN POULE C JUMBO MASTERS | NK Driebanden Ereklasse 2017-2018 - PARTIJEN POULE C JUMBO MASTERS | NK Driebanden Ereklasse 2017-2018 - PARTIJEN POULE C JUMBO MASTERS | NK Driebanden Ereklasse 2017-2018 - PARTIJEN POULE C JUMBO MASTERS |
| DATUM                                                              | SPELER                                                             | PP                                                                 | CAR                                                                | BRT                                                                | MOY                                                                | HS                                                                 | R                                                                  |
| ------------------------------------------------------------------ | ------------------------------------------------------------------ | ------------------------------------------------------------------ | ------------------------------------------------------------------ | ------------------------------------------------------------------ | ------------------------------------------------------------------ | ------------------------------------------------------------------ | ------------------------------------------------------------------ |
| do 11 januari 18:30 uur Tafel 1                                    | Frans van Schaik                                                   | 0                                                                  | 29                                                                 | 32                                                                 | 0,906                                                              | 6                                                                  | 1                                                                  |
| do 11 januari 18:30 uur Tafel 1                                    | Jeffrey Jorissen                                                   | 2                                                                  | 40                                                                 | 32                                                                 | 1,250                                                              | 5                                                                  | 1                                                                  |
|                                                                    |                                                                    |                                                                    |                                                                    |                                                                    |                                                                    |                                                                    | 1                                                                  |
| do 11 januari 18:30 uur Tafel 2                                    | Raimond Burgman                                                    | 2                                                                  | 40                                                                 | 38                                                                 | 1,052                                                              | 5                                                                  | 1                                                                  |
| do 11 januari 18:30 uur Tafel 2                                    | Huub Wilkowski                                                     | 0                                                                  | 29                                                                 | 38                                                                 | 0,763                                                              | 5                                                                  | 1                                                                  |
|                                                                    |                                                                    |                                                                    |                                                                    |                                                                    |                                                                    |                                                                    |                                                                    |
|                                                                    |                                                                    |                                                                    |                                                                    |                                                                    |                                                                    |                                                                    |                                                                    |
| vr 12 januari 15:00 uur Tafel 2                                    | Raimond Burgman                                                    | 0                                                                  | 23                                                                 | 28                                                                 | 0,821                                                              | 3                                                                  | 2                                                                  |
| vr 12 januari 15:00 uur Tafel 2                                    | Jeffrey Jorissen                                                   | 2                                                                  | 40                                                                 | 28                                                                 | 1,429                                                              | 9                                                                  | 2                                                                  |
|                                                                    |                                                                    |                                                                    |                                                                    |                                                                    |                                                                    |                                                                    | 2                                                                  |
| vr 12 januari 15:00 uur Tafel 1                                    | Frans van Schaik                                                   | 0                                                                  | 32                                                                 | 45                                                                 | 0,711                                                              | 5                                                                  | 2                                                                  |
| vr 12 januari 15:00 uur Tafel 1                                    | Huub Wilkowski                                                     | 2                                                                  | 40                                                                 | 45                                                                 | 0,888                                                              | 3                                                                  | 2                                                                  |
|                                                                    |                                                                    |                                                                    |                                                                    |                                                                    |                                                                    |                                                                    |                                                                    |
|                                                                    |                                                                    |                                                                    |                                                                    |                                                                    |                                                                    |                                                                    |                                                                    |
| za 13 januari 11:00 uur Tafel 1                                    | Jeffrey Jorissen                                                   | 2                                                                  | 40                                                                 | 23                                                                 | 1,739                                                              | 9                                                                  | 3                                                                  |
| za 13 januari 11:00 uur Tafel 1                                    | Huub Wilkowski                                                     | 0                                                                  | 35                                                                 | 23                                                                 | 1,522                                                              | 6                                                                  | 3                                                                  |
|                                                                    |                                                                    |                                                                    |                                                                    |                                                                    |                                                                    |                                                                    | 3                                                                  |
| za 13 januari 11:00 uur Tafel 2                                    | Frans van Schaik                                                   | 0                                                                  | 16                                                                 | 26                                                                 | 0,615                                                              | 3                                                                  | 3                                                                  |
| za 13 januari 11:00 uur Tafel 2                                    | Raimond Burgman                                                    | 2                                                                  | 40                                                                 | 26                                                                 | 1,538                                                              | 4                                                                  | 3                                                                  |
|                                                                    |                                                                    |                                                                    |                                                                    |                                                                    |                                                                    |                                                                    |                                                                    |

Eindstand Poule C
| NK Driebanden Ereklasse 2017-2018 - EINDSTAND POULE C JUMBO MASTERS | NK Driebanden Ereklasse 2017-2018 - EINDSTAND POULE C JUMBO MASTERS | NK Driebanden Ereklasse 2017-2018 - EINDSTAND POULE C JUMBO MASTERS | NK Driebanden Ereklasse 2017-2018 - EINDSTAND POULE C JUMBO MASTERS | NK Driebanden Ereklasse 2017-2018 - EINDSTAND POULE C JUMBO MASTERS | NK Driebanden Ereklasse 2017-2018 - EINDSTAND POULE C JUMBO MASTERS | NK Driebanden Ereklasse 2017-2018 - EINDSTAND POULE C JUMBO MASTERS | NK Driebanden Ereklasse 2017-2018 - EINDSTAND POULE C JUMBO MASTERS | NK Driebanden Ereklasse 2017-2018 - EINDSTAND POULE C JUMBO MASTERS |
| RANG                                                                | SPELER                                                              | GESP                                                                | PP                                                                  | CAR                                                                 | BRT                                                                 | MOY                                                                 | PMOY                                                                | HS                                                                  |
| ------------------------------------------------------------------- | ------------------------------------------------------------------- | ------------------------------------------------------------------- | ------------------------------------------------------------------- | ------------------------------------------------------------------- | ------------------------------------------------------------------- | ------------------------------------------------------------------- | ------------------------------------------------------------------- | ------------------------------------------------------------------- |
| 1                                                                   | Jeffrey Jorissen                                                    | 3                                                                   | 6                                                                   | 120                                                                 | 83                                                                  | 1,445                                                               | 1,739                                                               | 9                                                                   |
| 2                                                                   | Raimond Burgman                                                     | 3                                                                   | 4                                                                   | 103                                                                 | 92                                                                  | 1,119                                                               | 1,538                                                               | 5                                                                   |
| 3                                                                   | Huub Wilkowski                                                      | 3                                                                   | 2                                                                   | 104                                                                 | 106                                                                 | 0,981                                                               | 0,888                                                               | 6                                                                   |
| 4                                                                   | Frans van Schaik                                                    | 3                                                                   | 0                                                                   | 77                                                                  | 103                                                                 | 0,747                                                               | geen                                                                | 6                                                                   |
|                                                                     |                                                                     |                                                                     |                                                                     |                                                                     |                                                                     |                                                                     |                                                                     |                                                                     |

### Poule D
| NK Driebanden Ereklasse 2017-2018 - PARTIJEN POULE D JUMBO MASTERS | NK Driebanden Ereklasse 2017-2018 - PARTIJEN POULE D JUMBO MASTERS | NK Driebanden Ereklasse 2017-2018 - PARTIJEN POULE D JUMBO MASTERS | NK Driebanden Ereklasse 2017-2018 - PARTIJEN POULE D JUMBO MASTERS | NK Driebanden Ereklasse 2017-2018 - PARTIJEN POULE D JUMBO MASTERS | NK Driebanden Ereklasse 2017-2018 - PARTIJEN POULE D JUMBO MASTERS | NK Driebanden Ereklasse 2017-2018 - PARTIJEN POULE D JUMBO MASTERS | NK Driebanden Ereklasse 2017-2018 - PARTIJEN POULE D JUMBO MASTERS |
| DATUM                                                              | SPELER                                                             | PP                                                                 | CAR                                                                | BRT                                                                | MOY                                                                | HS                                                                 | R                                                                  |
| ------------------------------------------------------------------ | ------------------------------------------------------------------ | ------------------------------------------------------------------ | ------------------------------------------------------------------ | ------------------------------------------------------------------ | ------------------------------------------------------------------ | ------------------------------------------------------------------ | ------------------------------------------------------------------ |
| do 11 januari 20:30 uur Tafel 1                                    | Raymund Swertz                                                     | 2                                                                  | 40                                                                 | 34                                                                 | 1,176                                                              | 6                                                                  | 1                                                                  |
| do 11 januari 20:30 uur Tafel 1                                    | Glenn Hofman                                                       | 0                                                                  | 37                                                                 | 34                                                                 | 1,088                                                              | 11                                                                 | 1                                                                  |
|                                                                    |                                                                    |                                                                    |                                                                    |                                                                    |                                                                    |                                                                    | 1                                                                  |
| do 11 januari 20:30 uur Tafel 2                                    | Jean van Erp                                                       | 2                                                                  | 40                                                                 | 26                                                                 | 1,538                                                              | 7                                                                  | 1                                                                  |
| do 11 januari 20:30 uur Tafel 2                                    | Sander Jonen                                                       | 0                                                                  | 38                                                                 | 26                                                                 | 1,461                                                              | 5                                                                  | 1                                                                  |
|                                                                    |                                                                    |                                                                    |                                                                    |                                                                    |                                                                    |                                                                    |                                                                    |
|                                                                    |                                                                    |                                                                    |                                                                    |                                                                    |                                                                    |                                                                    |                                                                    |
| vr 12 januari 18:30 uur Tafel 1                                    | Raymund Swertz                                                     | 2                                                                  | 40                                                                 | 34                                                                 | 1,176                                                              | 5                                                                  | 2                                                                  |
| vr 12 januari 18:30 uur Tafel 1                                    | Jean van Erp                                                       | 0                                                                  | 39                                                                 | 34                                                                 | 1,147                                                              | 6                                                                  | 2                                                                  |
|                                                                    |                                                                    |                                                                    |                                                                    |                                                                    |                                                                    |                                                                    | 2                                                                  |
| vr 12 januari 18:30 uur Tafel 2                                    | Sander Jonen                                                       | 0                                                                  | 24                                                                 | 29                                                                 | 0,827                                                              | 7                                                                  | 2                                                                  |
| vr 12 januari 18:30 uur Tafel 2                                    | Glenn Hofman                                                       | 2                                                                  | 40                                                                 | 29                                                                 | 1,379                                                              | 8                                                                  | 2                                                                  |
|                                                                    |                                                                    |                                                                    |                                                                    |                                                                    |                                                                    |                                                                    |                                                                    |
|                                                                    |                                                                    |                                                                    |                                                                    |                                                                    |                                                                    |                                                                    |                                                                    |
| za 13 januari 13:00 uur Tafel 1                                    | Jean van Erp                                                       | 2                                                                  | 40                                                                 | 26                                                                 | 1,538                                                              | 6                                                                  | 3                                                                  |
| za 13 januari 13:00 uur Tafel 1                                    | Glenn Hofman                                                       | 0                                                                  | 22                                                                 | 26                                                                 | 0,846                                                              | 7                                                                  | 3                                                                  |
|                                                                    |                                                                    |                                                                    |                                                                    |                                                                    |                                                                    |                                                                    | 3                                                                  |
| za 13 januari 13:00 uur Tafel 2                                    | Sander Jonen                                                       | 0                                                                  | 20                                                                 | 30                                                                 | 0,666                                                              | 3                                                                  | 3                                                                  |
| za 13 januari 13:00 uur Tafel 2                                    | Raymund Swertz                                                     | 2                                                                  | 40                                                                 | 30                                                                 | 1,333                                                              | 2                                                                  | 3                                                                  |
|                                                                    |                                                                    |                                                                    |                                                                    |                                                                    |                                                                    |                                                                    |                                                                    |

Eindstand Poule D
| NK Driebanden Ereklasse 2017-2018 - EINDSTAND POULE D JUMBO MASTERS | NK Driebanden Ereklasse 2017-2018 - EINDSTAND POULE D JUMBO MASTERS | NK Driebanden Ereklasse 2017-2018 - EINDSTAND POULE D JUMBO MASTERS | NK Driebanden Ereklasse 2017-2018 - EINDSTAND POULE D JUMBO MASTERS | NK Driebanden Ereklasse 2017-2018 - EINDSTAND POULE D JUMBO MASTERS | NK Driebanden Ereklasse 2017-2018 - EINDSTAND POULE D JUMBO MASTERS | NK Driebanden Ereklasse 2017-2018 - EINDSTAND POULE D JUMBO MASTERS | NK Driebanden Ereklasse 2017-2018 - EINDSTAND POULE D JUMBO MASTERS | NK Driebanden Ereklasse 2017-2018 - EINDSTAND POULE D JUMBO MASTERS |
| RANG                                                                | SPELER                                                              | GESP                                                                | PP                                                                  | CAR                                                                 | BRT                                                                 | MOY                                                                 | PMOY                                                                | HS                                                                  |
| ------------------------------------------------------------------- | ------------------------------------------------------------------- | ------------------------------------------------------------------- | ------------------------------------------------------------------- | ------------------------------------------------------------------- | ------------------------------------------------------------------- | ------------------------------------------------------------------- | ------------------------------------------------------------------- | ------------------------------------------------------------------- |
| 1                                                                   | Raymund Swertz                                                      | 3                                                                   | 6                                                                   | 120                                                                 | 98                                                                  | 1,224                                                               | 1,333                                                               | 7                                                                   |
| 2                                                                   | Jean van Erp                                                        | 3                                                                   | 4                                                                   | 119                                                                 | 86                                                                  | 1,383                                                               | 1,538                                                               | 7                                                                   |
| 3                                                                   | Glenn Hofman                                                        | 3                                                                   | 2                                                                   | 99                                                                  | 89                                                                  | 1,112                                                               | 1,379                                                               | 11                                                                  |
| 4                                                                   | Sander Jonen                                                        | 3                                                                   | 0                                                                   | 82                                                                  | 85                                                                  | 0,964                                                               | geen                                                                | 7                                                                   |
|                                                                     |                                                                     |                                                                     |                                                                     |                                                                     |                                                                     |                                                                     |                                                                     |                                                                     |

## Ranglijst gekwalificeerde spelers
| NK Driebanden Ereklasse 2017-2018 - RANGLIJST GEKWALIFICEERDEN KNOCK-OUT FASE | NK Driebanden Ereklasse 2017-2018 - RANGLIJST GEKWALIFICEERDEN KNOCK-OUT FASE | NK Driebanden Ereklasse 2017-2018 - RANGLIJST GEKWALIFICEERDEN KNOCK-OUT FASE | NK Driebanden Ereklasse 2017-2018 - RANGLIJST GEKWALIFICEERDEN KNOCK-OUT FASE | NK Driebanden Ereklasse 2017-2018 - RANGLIJST GEKWALIFICEERDEN KNOCK-OUT FASE | NK Driebanden Ereklasse 2017-2018 - RANGLIJST GEKWALIFICEERDEN KNOCK-OUT FASE | NK Driebanden Ereklasse 2017-2018 - RANGLIJST GEKWALIFICEERDEN KNOCK-OUT FASE | NK Driebanden Ereklasse 2017-2018 - RANGLIJST GEKWALIFICEERDEN KNOCK-OUT FASE | NK Driebanden Ereklasse 2017-2018 - RANGLIJST GEKWALIFICEERDEN KNOCK-OUT FASE |
| RANG                                                                          | SPELER                                                                        | GESP                                                                          | PP                                                                            | CAR                                                                           | BRT                                                                           | MOY                                                                           | PMOY                                                                          | HS                                                                            |
| ----------------------------------------------------------------------------- | ----------------------------------------------------------------------------- | ----------------------------------------------------------------------------- | ----------------------------------------------------------------------------- | ----------------------------------------------------------------------------- | ----------------------------------------------------------------------------- | ----------------------------------------------------------------------------- | ----------------------------------------------------------------------------- | ----------------------------------------------------------------------------- |
| 1                                                                             | Dick Jaspers                                                                  | 3                                                                             | 6                                                                             | 120                                                                           | 54                                                                            | 2,222                                                                         | 2,500                                                                         | 11                                                                            |
| 2                                                                             | Jeffrey Jorissen                                                              | 3                                                                             | 6                                                                             | 120                                                                           | 83                                                                            | 1,445                                                                         | 1,739                                                                         | 9                                                                             |
| 3                                                                             | Harrie van de Ven                                                             | 3                                                                             | 6                                                                             | 120                                                                           | 98                                                                            | 1,224                                                                         | 1,379                                                                         | 8                                                                             |
| 4                                                                             | Raymund Swertz                                                                | 3                                                                             | 6                                                                             | 120                                                                           | 98                                                                            | 1,224                                                                         | 1,333                                                                         | 7                                                                             |
| 5                                                                             | Jean van Erp                                                                  | 3                                                                             | 4                                                                             | 119                                                                           | 86                                                                            | 1,383                                                                         | 1,538                                                                         | 7                                                                             |
| 6                                                                             | Barry van Beers                                                               | 3                                                                             | 4                                                                             | 97                                                                            | 72                                                                            | 1,347                                                                         | 1,481                                                                         | 7                                                                             |
| 7                                                                             | Raimond Burgman                                                               | 3                                                                             | 4                                                                             | 103                                                                           | 92                                                                            | 1,119                                                                         | 1,538                                                                         | 5                                                                             |
| 8                                                                             | Jean-Paul de Bruijn                                                           | 3                                                                             | 2                                                                             | 112                                                                           | 88                                                                            | 1,272                                                                         | 1,666                                                                         | 9                                                                             |
|                                                                               |                                                                               |                                                                               |                                                                               |                                                                               |                                                                               |                                                                               |                                                                               |                                                                               |

## Knock-out fase

### Kwartfinale
| NK Driebanden Ereklasse 2017-2018 - KWARTFINALE JUMBO MASTERS | NK Driebanden Ereklasse 2017-2018 - KWARTFINALE JUMBO MASTERS | NK Driebanden Ereklasse 2017-2018 - KWARTFINALE JUMBO MASTERS | NK Driebanden Ereklasse 2017-2018 - KWARTFINALE JUMBO MASTERS | NK Driebanden Ereklasse 2017-2018 - KWARTFINALE JUMBO MASTERS | NK Driebanden Ereklasse 2017-2018 - KWARTFINALE JUMBO MASTERS | NK Driebanden Ereklasse 2017-2018 - KWARTFINALE JUMBO MASTERS |
| DATUM                                                         | SPELER                                                        | PP                                                            | CAR                                                           | BRT                                                           | MOY                                                           | HS                                                            |
| ------------------------------------------------------------- | ------------------------------------------------------------- | ------------------------------------------------------------- | ------------------------------------------------------------- | ------------------------------------------------------------- | ------------------------------------------------------------- | ------------------------------------------------------------- |
| za 13 januari 19:30 uur Tafel 1                               | Dick Jaspers                                                  | 2                                                             | 40                                                            | 19                                                            | 2,105                                                         | 7                                                             |
| za 13 januari 19:30 uur Tafel 1                               | Jean-Paul de Bruijn                                           | 0                                                             | 11                                                            | 19                                                            | 0,578                                                         | 3                                                             |
|                                                               |                                                               |                                                               |                                                               |                                                               |                                                               |                                                               |
| za 13 januari 19:30 uur Tafel 2                               | Raymund Swertz                                                | 0                                                             | 27                                                            | 22                                                            | 1,227                                                         | 5                                                             |
| za 13 januari 19:30 uur Tafel 2                               | Jean van Erp                                                  | 2                                                             | 40                                                            | 22                                                            | 1,818                                                         | 6                                                             |
|                                                               |                                                               |                                                               |                                                               |                                                               |                                                               |                                                               |
| za 13 januari 21:00 uur Tafel 1                               | Harrie van de Ven                                             | 2                                                             | 40                                                            | 24                                                            | 1,666                                                         | 9                                                             |
| za 13 januari 21:00 uur Tafel 1                               | Barry van Beers                                               | 0                                                             | 29                                                            | 24                                                            | 1,208                                                         | 5                                                             |
|                                                               |                                                               |                                                               |                                                               |                                                               |                                                               |                                                               |
| za 13 januari 21:00 uur Tafel 2                               | Jeffrey Jorissen                                              | 0                                                             | 33                                                            | 26                                                            | 1,269                                                         | 6                                                             |
| za 13 januari 21:00 uur Tafel 2                               | Raimond Burgman                                               | 2                                                             | 40                                                            | 26                                                            | 1,538                                                         | 7                                                             |
|                                                               |                                                               |                                                               |                                                               |                                                               |                                                               |                                                               |

### Halve finale
| NK Driebanden Ereklasse 2017-2018 - HALVE FINALE JUMBO MASTERS | NK Driebanden Ereklasse 2017-2018 - HALVE FINALE JUMBO MASTERS | NK Driebanden Ereklasse 2017-2018 - HALVE FINALE JUMBO MASTERS | NK Driebanden Ereklasse 2017-2018 - HALVE FINALE JUMBO MASTERS | NK Driebanden Ereklasse 2017-2018 - HALVE FINALE JUMBO MASTERS | NK Driebanden Ereklasse 2017-2018 - HALVE FINALE JUMBO MASTERS | NK Driebanden Ereklasse 2017-2018 - HALVE FINALE JUMBO MASTERS |
| DATUM                                                          | SPELER                                                         | PP                                                             | CAR                                                            | BRT                                                            | MOY                                                            | HS                                                             |
| -------------------------------------------------------------- | -------------------------------------------------------------- | -------------------------------------------------------------- | -------------------------------------------------------------- | -------------------------------------------------------------- | -------------------------------------------------------------- | -------------------------------------------------------------- |
| zo 14 januari 10:30 uur Tafel 1                                | Dick Jaspers                                                   | 2                                                              | 40                                                             | 23                                                             | 1,739                                                          | 7                                                              |
| zo 14 januari 10:30 uur Tafel 1                                | Jean van Erp                                                   | 0                                                              | 34                                                             | 23                                                             | 1,478                                                          | 5                                                              |
|                                                                |                                                                |                                                                |                                                                |                                                                |                                                                |                                                                |
| zo 14 januari 13:00 uur Tafel 1                                | Raimond Burgman                                                | 0                                                              | 26                                                             | 21                                                             | 1,238                                                          | HS                                                             |
| zo 14 januari 13:00 uur Tafel 1                                | Harrie van de Ven                                              | 2                                                              | 40                                                             | 21                                                             | 1,905                                                          | 6                                                              |
|                                                                |                                                                |                                                                |                                                                |                                                                |                                                                |                                                                |

### Finale
| NK Driebanden Ereklasse 2017-2018 - FINALE JUMBO MASTERS | NK Driebanden Ereklasse 2017-2018 - FINALE JUMBO MASTERS | NK Driebanden Ereklasse 2017-2018 - FINALE JUMBO MASTERS | NK Driebanden Ereklasse 2017-2018 - FINALE JUMBO MASTERS | NK Driebanden Ereklasse 2017-2018 - FINALE JUMBO MASTERS | NK Driebanden Ereklasse 2017-2018 - FINALE JUMBO MASTERS | NK Driebanden Ereklasse 2017-2018 - FINALE JUMBO MASTERS |
| DATUM                                                    | SPELER                                                   | PP                                                       | CAR                                                      | BRT                                                      | MOY                                                      | HS                                                       |
| -------------------------------------------------------- | -------------------------------------------------------- | -------------------------------------------------------- | -------------------------------------------------------- | -------------------------------------------------------- | -------------------------------------------------------- | -------------------------------------------------------- |
| zo 14 januari 15:00 uur Tafel 1                          | Dick Jaspers                                             | 2                                                        | 40                                                       | 14                                                       | 2,857                                                    | 9                                                        |
| zo 14 januari 15:00 uur Tafel 1                          | Harrie van de Ven                                        | 0                                                        | 13                                                       | 14                                                       | 0,928                                                    | 4                                                        |
|                                                          |                                                          |                                                          |                                                          |                                                          |                                                          |                                                          |

## Eindstand
| NK Driebanden Ereklasse 2017-2018 - EINDSTAND JUMBO MASTERS | NK Driebanden Ereklasse 2017-2018 - EINDSTAND JUMBO MASTERS | NK Driebanden Ereklasse 2017-2018 - EINDSTAND JUMBO MASTERS | NK Driebanden Ereklasse 2017-2018 - EINDSTAND JUMBO MASTERS | NK Driebanden Ereklasse 2017-2018 - EINDSTAND JUMBO MASTERS | NK Driebanden Ereklasse 2017-2018 - EINDSTAND JUMBO MASTERS | NK Driebanden Ereklasse 2017-2018 - EINDSTAND JUMBO MASTERS | NK Driebanden Ereklasse 2017-2018 - EINDSTAND JUMBO MASTERS | NK Driebanden Ereklasse 2017-2018 - EINDSTAND JUMBO MASTERS |
| RANG                                                        | SPELER                                                      | GESP                                                        | PP                                                          | CAR                                                         | BRT                                                         | MOY                                                         | PMOY                                                        | HS                                                          |
| ----------------------------------------------------------- | ----------------------------------------------------------- | ----------------------------------------------------------- | ----------------------------------------------------------- | ----------------------------------------------------------- | ----------------------------------------------------------- | ----------------------------------------------------------- | ----------------------------------------------------------- | ----------------------------------------------------------- |
|                                                             | Dick Jaspers                                                | 6                                                           | 10                                                          | 240                                                         | 110                                                         | 2,181                                                       | 2,857                                                       | 11                                                          |
|                                                             | Harrie van de Ven                                           | 6                                                           | 8                                                           | 213                                                         | 157                                                         | 1,356                                                       | 1,905                                                       | 9                                                           |
|                                                             | Jean van Erp                                                | 5                                                           | 6                                                           | 193                                                         | 131                                                         | 1,473                                                       | 1,818                                                       | 7                                                           |
| Raimond Burgman                                             | 5                                                           | 6                                                           | 169                                                         | 139                                                         | 1,215                                                       | 1,538                                                       | 7                                                           |                                                             |
| 5                                                           | Jeffrey Jorissen                                            | 4                                                           | 6                                                           | 153                                                         | 109                                                         | 1,403                                                       | 1,739                                                       | 9                                                           |
| 6                                                           | Raymund Swertz                                              | 4                                                           | 6                                                           | 147                                                         | 120                                                         | 1,225                                                       | 1,333                                                       | 7                                                           |
| 7                                                           | Barry van Beers                                             | 4                                                           | 4                                                           | 126                                                         | 96                                                          | 1,312                                                       | 1,481                                                       | 7                                                           |
| 8                                                           | Jean Paul de Bruijn                                         | 4                                                           | 2                                                           | 123                                                         | 107                                                         | 1,149                                                       | 1,666                                                       | 9                                                           |
| 9                                                           | Martien van der Spoel                                       | 3                                                           | 2                                                           | 101                                                         | 84                                                          | 1,202                                                       | 1,142                                                       | 8                                                           |
| 10                                                          | Dave Christiani                                             | 3                                                           | 2                                                           | 109                                                         | 92                                                          | 1,184                                                       | 1,379                                                       | 5                                                           |
| 11                                                          | Glenn Hofman                                                | 3                                                           | 2                                                           | 99                                                          | 89                                                          | 1,112                                                       | 1,379                                                       | 11                                                          |
| 12                                                          | Huub Wilkowski                                              | 3                                                           | 2                                                           | 104                                                         | 106                                                         | 0,981                                                       | 0,888                                                       | 6                                                           |
| 13                                                          | Roland Uijtdewillegen                                       | 3                                                           | 2                                                           | 86                                                          | 82                                                          | 1,048                                                       | 1,379                                                       | 12                                                          |
| 14                                                          | Therese Klompenhouwer                                       | 3                                                           | 0                                                           | 77                                                          | 78                                                          | 0,987                                                       | geen                                                        | 6                                                           |
| 15                                                          | Sander Jonen                                                | 3                                                           | 0                                                           | 82                                                          | 85                                                          | 0,964                                                       | geen                                                        | 7                                                           |
| 16                                                          | Frans van Schaik                                            | 3                                                           | 0                                                           | 77                                                          | 103                                                         | 0,747                                                       | geen                                                        | 6                                                           |
| TOTAAL                                                      | TOTAAL                                                      | TOTAAL                                                      | TOTAAL                                                      | 2099                                                        | 1688                                                        | 1,243                                                       | 2,857                                                       | 12                                                          |
|                                                             |                                                             |                                                             |                                                             |                                                             |                                                             |                                                             |                                                             |                                                             |